# Knowles-Passage
Die Knowles-Passage ist eine Meerenge im Archipel der Windmill-Inseln vor der Budd-Küste des ostantarktischen Wilkeslands. Sie verläuft zwischen Holl Island und Peterson Island.
Luftaufnahmen der US-amerikanischen Operation Highjump (1946–1947) und Operation Windmill (1947–1948) dienten ihrer Kartierung. Das Advisory Committee on Antarctic Names benannte sie 1962 nach Leutnant Lloyd C. Knowles von der United States Navy, Ingenieur auf dem Eisbrecher USS Burton Island und im Januar 1948 beteiligt an Vermessungen und der Erstellung von Luftaufnahmen der Windmill-Inseln.